# Staatliches Museum Ägyptischer Kunst
Das Staatliche Museum Ägyptischer Kunst (SMAEK, früher Staatliche Sammlung Ägyptischer Kunst) in München gehört neben den Sammlungen in Berlin (Ägyptisches Museum) und in Hildesheim (Roemer- und Pelizaeus-Museum) zu den bedeutendsten in Deutschland. Es zeigt Exponate aus allen Epochen des Alten Ägyptens bis in die koptische (christliche) Zeit, sowie einige Ausstellungsstücke aus benachbarten Kulturen in Nubien, Assyrien und Babylonien.
Es befindet sich zusammen mit der Hochschule für Fernsehen und Film im Kunstareal München in einem Gebäude des Architekten Peter Böhm. Träger ist der Freistaat Bayern.

## Geschichte
Die Sammlung geht unter anderem auf verschiedene Aegyptiaca bayerischer Herrscher zurück, u. a. die von Herzog Albrecht V. aus der zweiten Hälfte des 16. Jahrhunderts im Königlichen Antiquarium in München, die des Kurfürsten Karl Theodor (zunächst in Mannheim, ab 1808 ebenfalls im Antiquarium) sowie die von Kronprinz Ludwig (zunächst im „Aegyptischen Saal“ der Glyptothek). 1816 kaufte Ludwig in Paris von Napoleon aus Rom mitgenommene Kunstwerke. Er erstand für die Sammlung weiterhin Denksteine des Mittleren und Neuen Reichs vom Hauptmann Ferdinand Michel und dem Botaniker und Reisenden Franz Wilhelm Sieber und Stücke aus den Sammlungen von Edward Dodwell und Bernardino Drovetti sowie einen Teil des Schmuckschatzes der Königin Amanischacheto von Giuseppe Ferlini. Die Königlichen Museen zu Berlin kauften später den übrigen Schatz. Die Königlich Bayerische Akademie der Wissenschaften erwarb im 19. Jahrhundert weitere Objekte. Bürgerliche Mäzene und Förderer steuerten zu Beginn des 20. Jahrhunderts weitere Kunstwerke bei, so der Ägyptologe Friedrich Wilhelm von Bissing, ebenso wissenschaftliche Institutionen wie die Deutsche Orient-Gesellschaft und die Ägyptische Altertümerverwaltung, später Privatleute wie Wilhelm Esch (Duisburg) und der Kunsthändler Heinz Herzer. Derzeit werden immer weitere Werke aus dem Haushalt des Freistaats Bayern, durch Stiftungen und den 1976 gegründeten Freundeskreis des Ägyptischen Museums München e. V. erworben.
Das Museum ging aus der „Ägyptische[n] Sammlung des Bayerischen Staates“ hervor, die 1966 gegründet wurde. Ein Teil der Sammlung wurde vom 21. Juli bis zum 5. Oktober 1966 im Haus der Kulturinstitute gezeigt. Am 15. Juli 1970 eröffnete eine Neuausstellung eines ersten Teils mit älteren Werken im Festsaalbau der Münchner Residenz im „Vierschäftesaal“ und dem östlich anschließenden Trakt unter dem Namen Staatliche Sammlung Ägyptischer Kunst. Am 28. Juni 1972 folgte die Eröffnung des Traktes westlich des „Vierschäftesaals“ mit Werken der ägyptischen Spätzeit des 1. Jahrtausends v. Chr. Dort wurden sie bis 2013 ausgestellt. Von 2000 bis Ende 2009 befand sich zudem ein Zweigmuseum der Münchner Einrichtung auf Schloss Seefeld in der Nähe des Ammersees. Im Jahr 2000 wurde die Sammlung in Staatliches Museum Ägyptischer Kunst umbenannt. Seit dem 11. Juni 2013 befindet sich das Museum in einem Neubau gegenüber der Alten Pinakothek. Ende Dezember 2013 zeichnete die Münchner Abendzeitung das Museum mit dem „Stern des Jahres“ in der Kategorie „Kunst“ aus. In der Vergangenheit wurden über 50 Sonderausstellungen gezeigt.

### Direktoren und Direktorinnen
- 1932–1950: Alexander Scharff (nebenamtlich)
- 1952–1957: Hanns Stock (nebenamtlich)
- 1958–1975: Hans Wolfgang Müller (nebenamtlich)
- 1975–1988: Dietrich Wildung, der erste hauptamtliche Direktor
- 1989–Ende Januar 2021: Sylvia Schoske
- seit 1. März 2022: Arnulf Schlüter

Stellvertretende Direktoren und Direktorinnen:
- 1997–2014: Alfred Grimm
- 2014–2022: Arnulf Schlüter
- seit 2022: Mélanie Flossmann-Schütze

## Ausstellung und Museumsbau

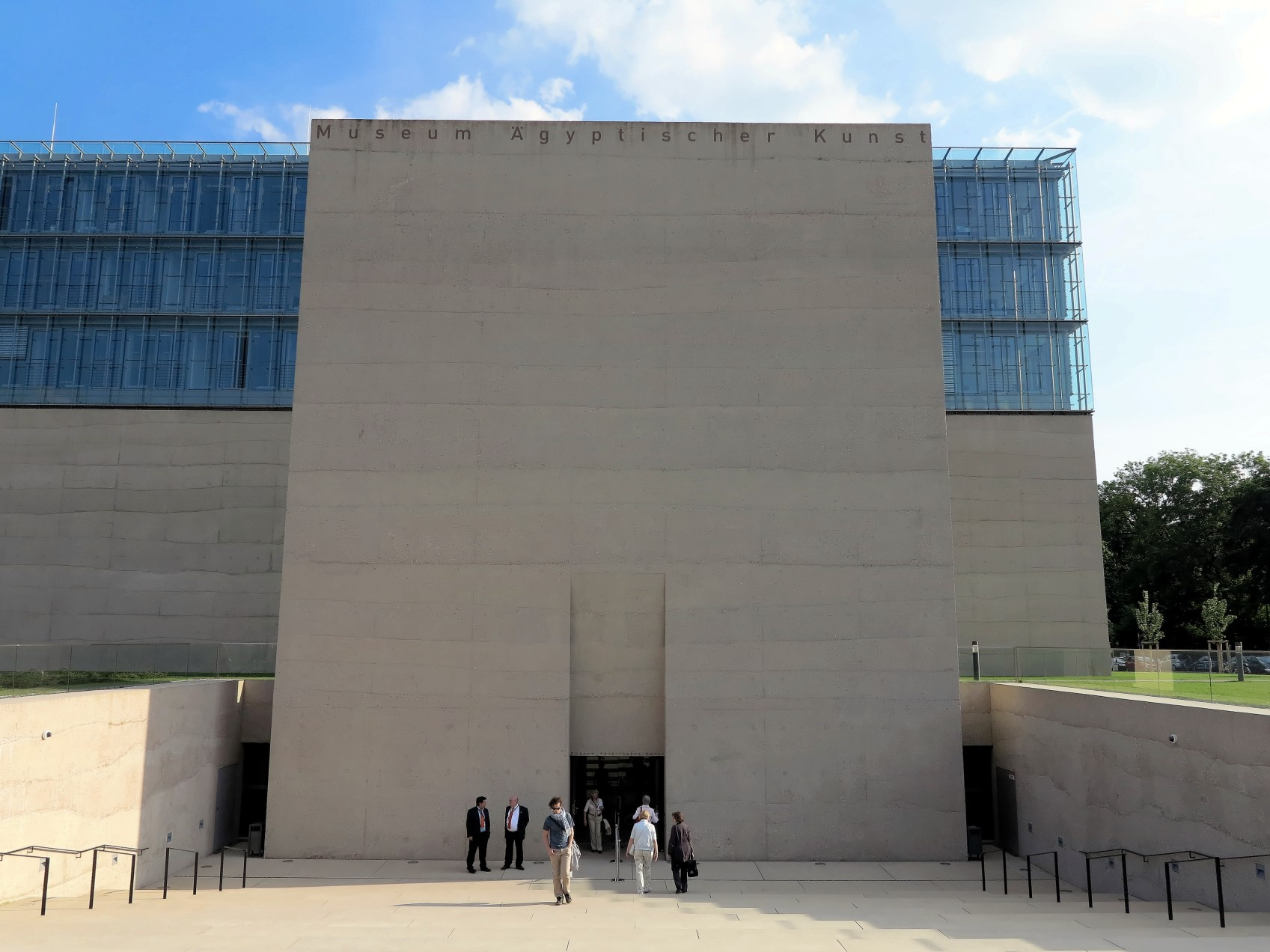
Eingangsbereich, mit 17 Meter hohe Portalwand, an einen Pylon erinnernd

Die speziell für das Museum errichteten 13 Räume liegen aus konservatorischen Gründen alle im Untergeschoss des Bauwerks und werden durch eine breite Freitreppe erschlossen, die auf eine vorgeschobene und aufragende Wand aus Sichtbeton zuführt. Das ganze Gebäude ist in Sichtbeton und Glas gehalten, einzelne Elemente sind aus gebürstetem Aluminium. Von der Lobby zweigen Räume für zwei Ateliers und ein Auditorium ab sowie die üblichen Einrichtungen wie Garderobe und Museumsshop. Zur Sammlung geht es über eine weitere lange Rampe abwärts.
Vor dem Gebäude steht die Skulptur Present Continuous von Henk Visch.
Die Ausstellung ist in zwei Hauptbereiche gegliedert. Die erste gibt einen Einblick in die verschiedenen künstlerischen Ausdrucksformen ägyptischer Skulpturen. Sie ist nicht chronologisch gegliedert, sondern stellt vergleichbare Exponate nebeneinander und lädt zur Zusammenschau ein. Dieser Bereich windet sich um einen Lichthof, der Tageslicht in die Ausstellung bringt, und endet mit dem Obelisk des Titus Sextius Africanus. Dieser ist 5,80 Meter hoch; das Mittelteil stammt aus dem Jahre 50. Der Rest wurde später ergänzt und mehrmals restauriert.
Zum Übergang in den thematischen Teil der Sammlung dient eine Galerie, die die Entwicklung ägyptischer Kunst über 5000 Jahre darstellt. Die weiteren, wesentlich kleineren Säle zeigen zusammengehörige Exponate nach thematischer Gliederung. Diese umfassen etwa Jenseitsglaube, Religion, Schrift und Text oder Kunsthandwerk. Diese Saalfolge endet mit Kunst benachbarter Regionen, Nubien und dem Alten Orient. Ein weiterer Nebenraum dient für Sonderausstellungen.
Die Exponate sind mit den zentralen Daten beschriftet, jeder Raum weist einen einführenden Text auf, der direkt auf die Betonwand geschrieben ist. An zentralen Orten der Ausstellung stehen Multimedia-Würfel mit großflächiger Touchscreen-Oberfläche, sie vermitteln Zusammenhänge, bieten Hintergrundtexte zu Exponaten oder Themen und zum Teil vergrößerte Fotos von Objekten. Diese können aus der Sammlung des Museums selbst sein oder herausragende Objekte anderer Sammlungen wie des Ägyptischen Museums Berlin. Ein tragbarer Multimedia-Guide kann in der Lobby ausgeliehen werden, er liefert zu rund 200 Exponaten weiterführende Informationen.

## Herausragende Kunstwerke

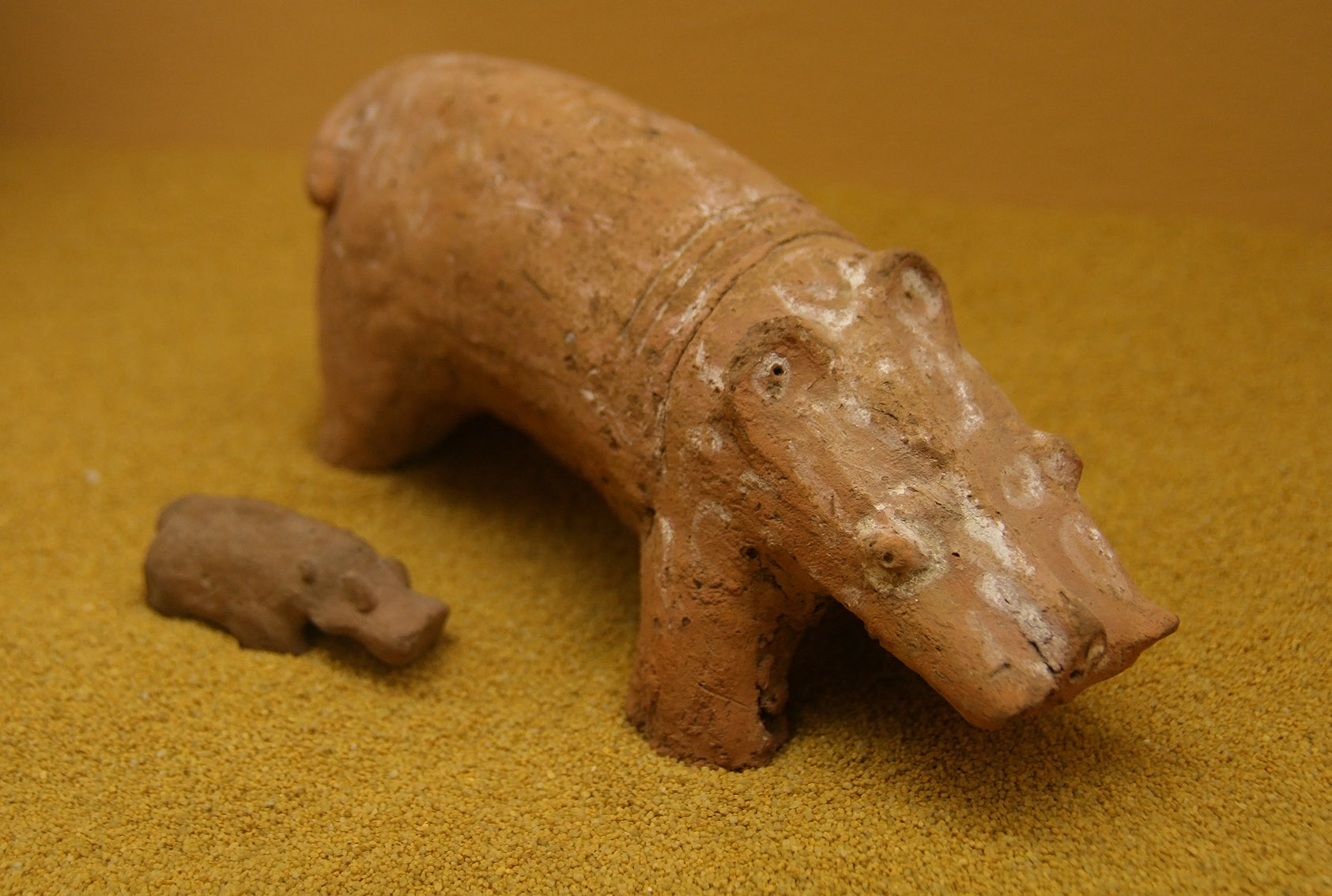
Flusspferde aus prädynastischer Zeit (um 3200 v. Chr.)

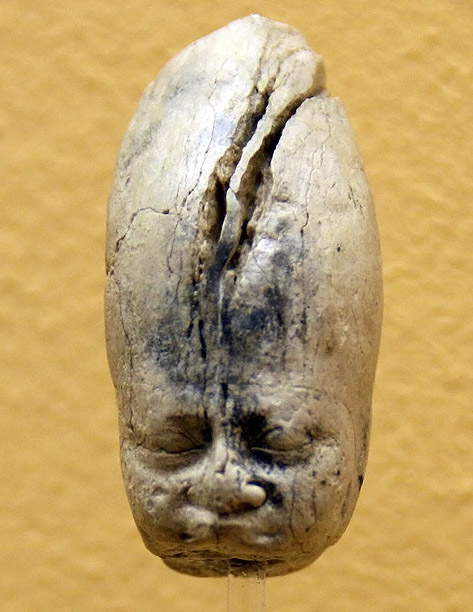
Vermutlich Cheops (um 2600 v. Chr.)

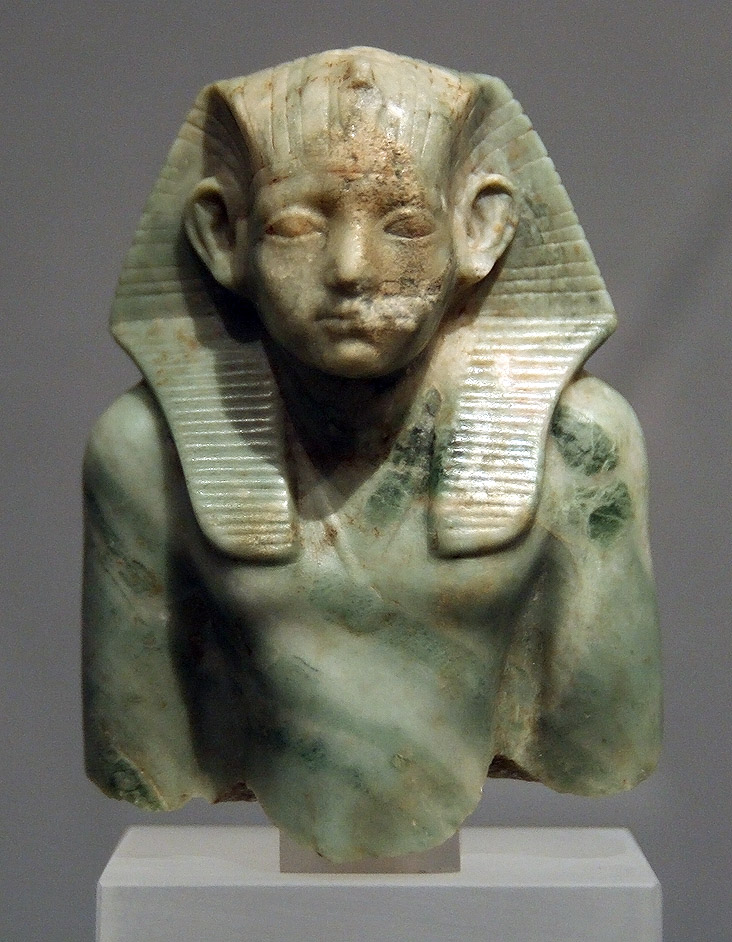
Jugendbildnis von Amenemhet III. (um 1800 v. Chr.)

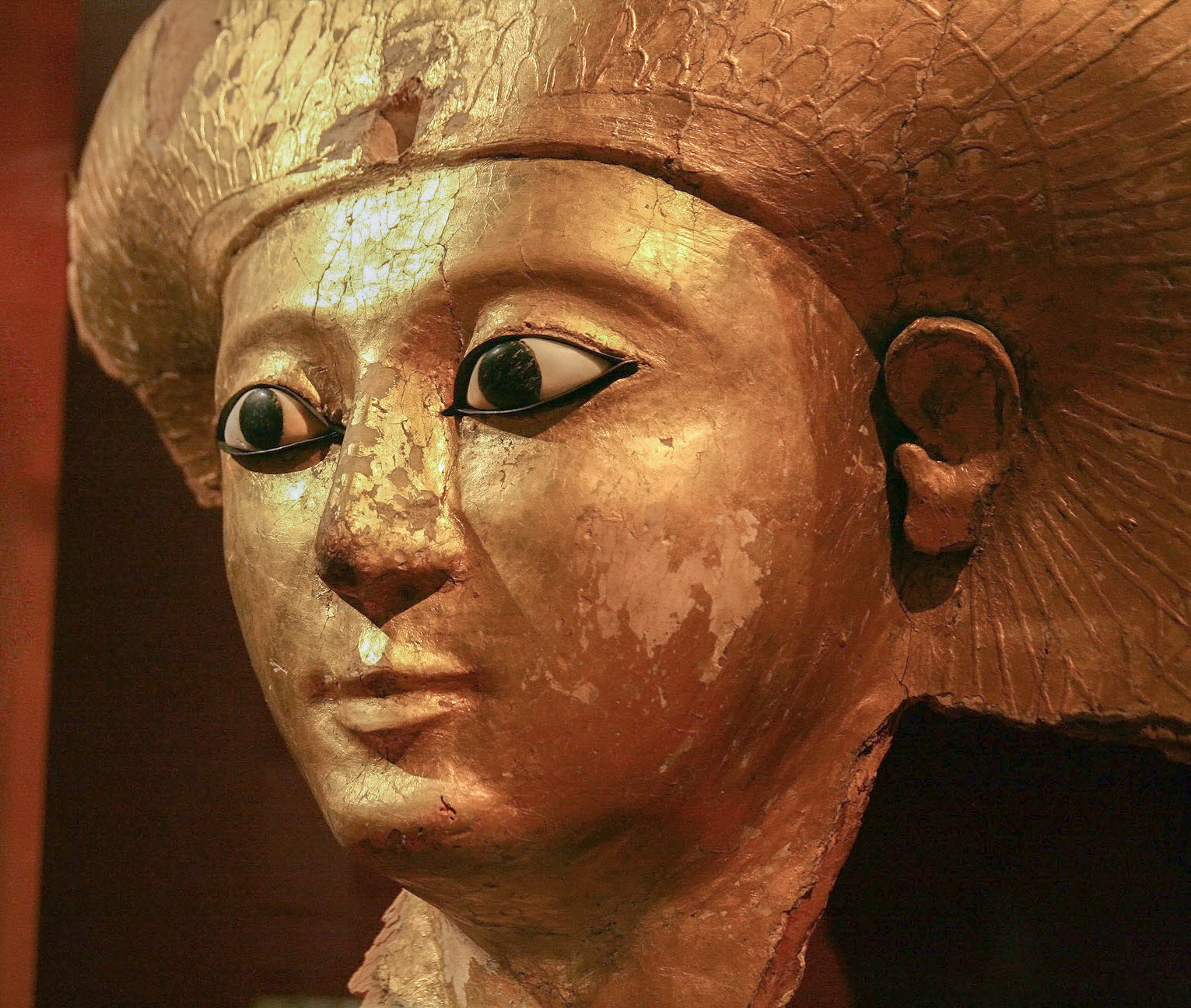
Sargmaske der Königin Satdjehuti (um 1575 v. Chr.)

Die Sammlung umfasst insbesondere Werke der altägyptischen Kunst aus der Zeit der Pharaonen, Ausstellungsstücke aus dem Ägypten in griechisch-römischer Zeit, Werke der koptischen Kunst aus christlicher Zeit sowie auch Ausgrabungen der vorderasiatischen Archäologie jenseits Ägyptens.
- Prädynastische und Frühdynastische Periode

Grabfunde Minschat Abu Omar
- Altes Reich ca. 2707–2216 v. Chr.

Doppelstatue des Niuserre als junger und als alter Mann, Köpfchen das vermutlich Cheops darstellt, Granit-Familiengruppe des Dersenet, Scheintüren aus dem Grab des Menes, Tempelrelief mit Szenen aus dem Sed-Fest (um 2390 v. Chr.)
- Erste Zwischenzeit

Uschebti Figur aus Wachs
- Mittleres Reich ca. 2010–1793 v. Chr.

Mehrere Bildnisse des Pharaos Amenemhet III., Kultbild des Krokodilgottes Sobek, Fayence-Nilpferd mit stilisierten Wasserpflanzen, Sphinxfigur Sesostris’ III., Statue eines hohen Beamten (um 1800 v. Chr.), Stele des Gaufürsten Upuautaa (1865 v. Chr.)
- Zweite Zwischenzeit

Sargmaske der Königin Sat-djehutj
- Neues Reich ca. 1532–1070 v. Chr.

Bildnisse der Pharaonen Ramses II., Thutmosis III., Echnaton und Hatschepsut, Löwenkopf aus Kalkstein, Kopf einer Sphinx Amenophis II., Kniefigur des Senenmut, Goldfigur der Teje, Würfelstatue des Bekenchons, Kelch mit der Namensaufschrift Thutmosis’ III, das älteste Glasgefäß der Welt (1450 v. Chr.), Stand-Schreitfigur des Gottes Horus (um 1360 v. Chr.), Würfelfigur des Bekenchons, Hohepriester des Amun (um 1320 v. Chr.), Porträtkopf eines alten Mannes von einer Gruppenstatue (um 1330 v. Chr.)
- Dritte Zwischenzeit

Mumiensärge
- Spätzeit

Skulpturen aus der Spätzeit, Amun mit Federkrone (um 600 v. Chr.), Oberteil einer Priesterstatue aus der Perserzeit (ca. 500 v. Chr.), Skulpturen aus der ptolemäischen und römischen Epoche darunter eine Osiris Bronzegruppe, das Kultbild des Gottes Horus als Falke mit Doppelkrone (um 500 v. Chr.), ein Statuentorso (um 350 v. Chr.), Porträt von Ptolemaios X., der Granitkopf eines Seleukidenherrschers, ein römischer Obelisk sowie ein Torso des Antinoos sowie Oberteile von Statuen des Serapis und der Isis aus römischer Zeit
- Nubische Kunst

Spätzeitlicher Goldschatz der nubischen Königin Amani-schaheto, Standfigur der Göttin Isis (Meroitische Zeit, 1. Jh. n. Chr.), Standfigur einer Frau („Meroitische Venus“, Meroitische Zeit, 2.–3. Jh. n. Chr.), Schildring mit Widderkopf des Gottes Amun (Meroitische Zeit, 1. Jh. n. Chr.)
- Koptische Kunst

Insbesondere bemalte Keramik und Glas sowie Stoffe, Gefäße, Wachsfiguren, Papyrus, eine Grabstele mit koptischem Kreuz (7. Jh. n. Chr.)
- Assyrische Kunst

Seit ihrem Auszug aus dem kriegszerstörten Assyrersaal der Glyptothek befinden sich hier auch die assyrischen Reliefs, so die Orthostatenreliefs aus dem Palast von Assurnasirpal II. aus Nimrud (von Ludwig I. in London erworben)
- Babylonische Kunst

Schreitender Löwe aus glasierten Kacheln von der Prozessionsstraße vor dem Ischtar-Tor aus Babylon (ca. 570 v. Chr.), ein Ankauf aus dem Vorderasiatischen Museum in Berlin
- Die Sammlung umfasst auch einige Aegyptiaca, die Neuschöpfungen aus der zweiten Hälfte des 18. Jahrhunderts in ägyptischem Stil sind.[9]

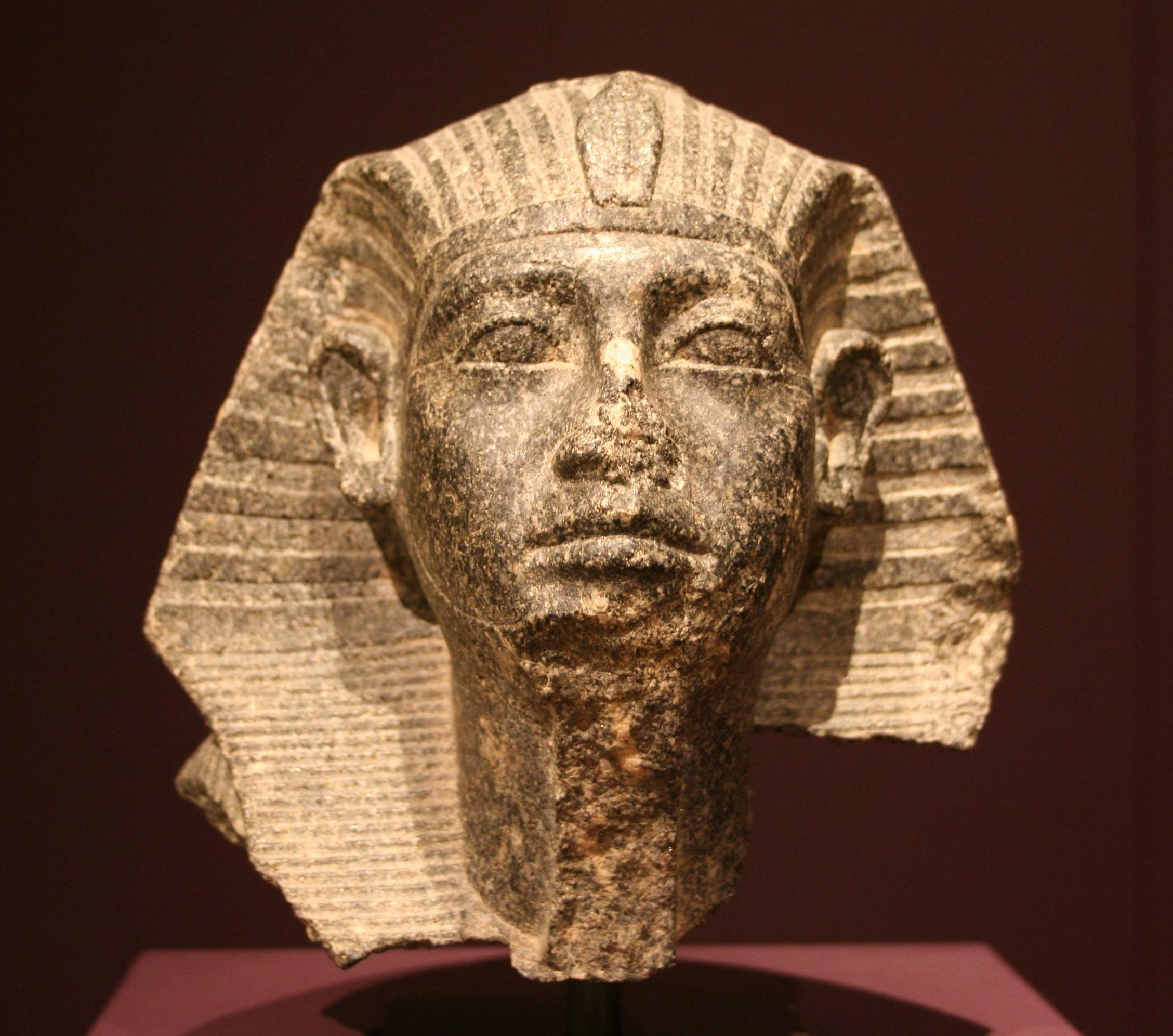
Sphinx von Sesostris III.
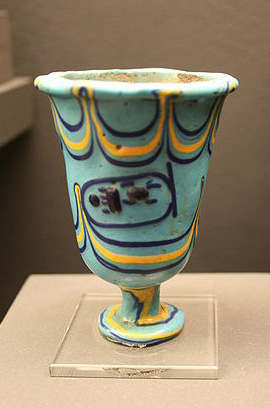
Glaskelch Thutmosis III., das älteste sicher zu datierende Glasgefäß (um 1450 v. Chr.)
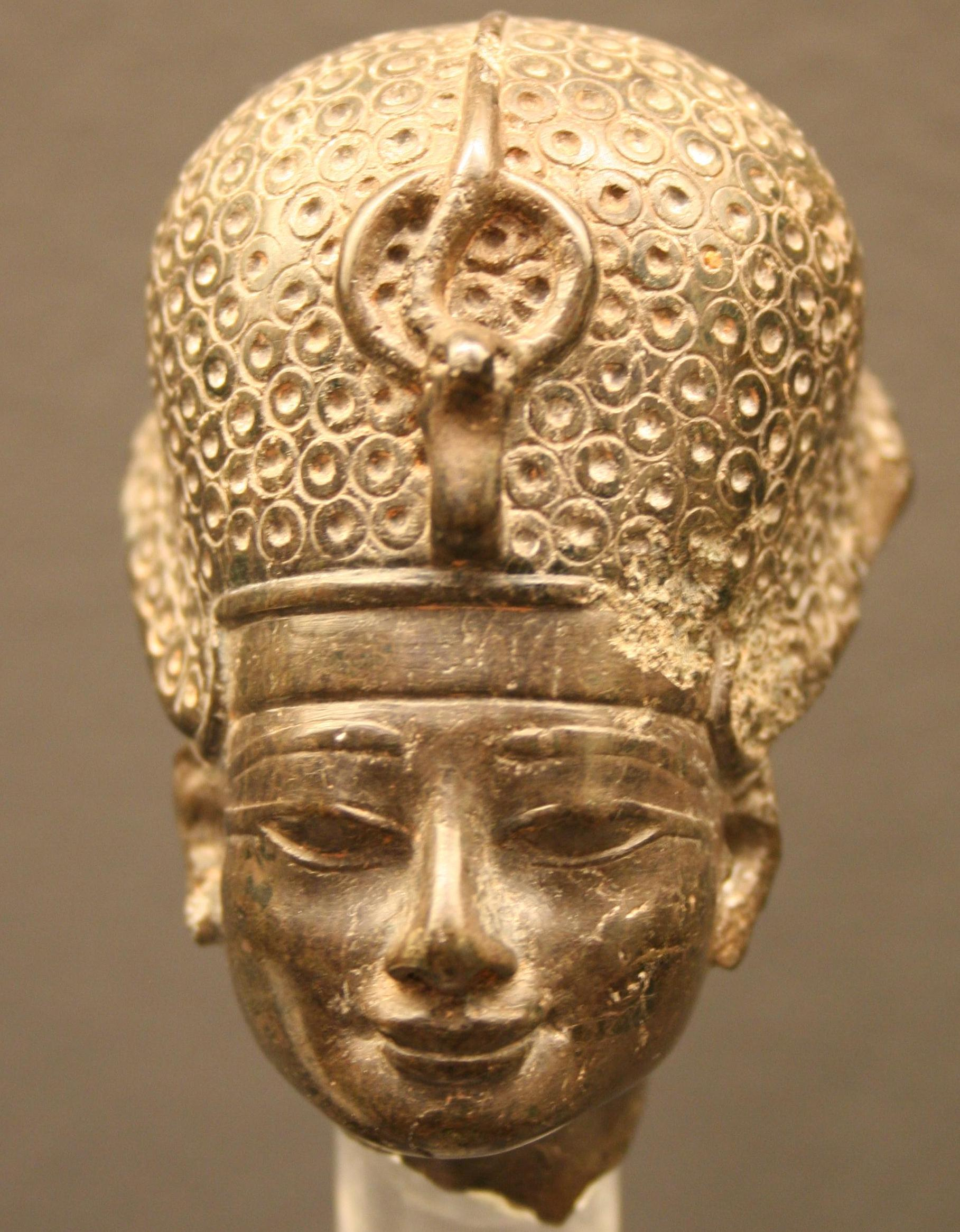
Pharao Thutmosis IV.
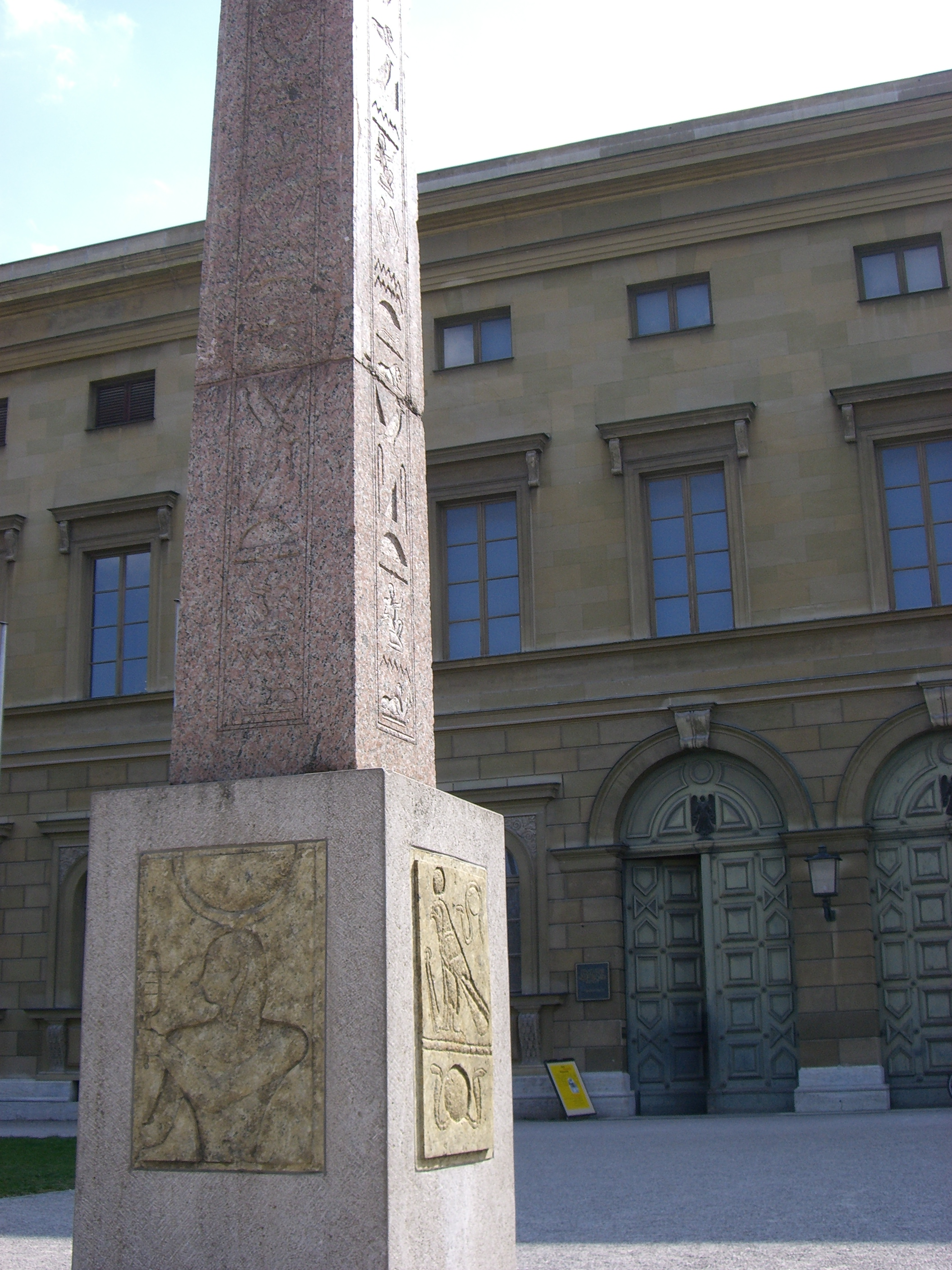
Früherer Eingang zum Museum in der Residenz mit dem Obelisk des Titus Sextius Africanus davor
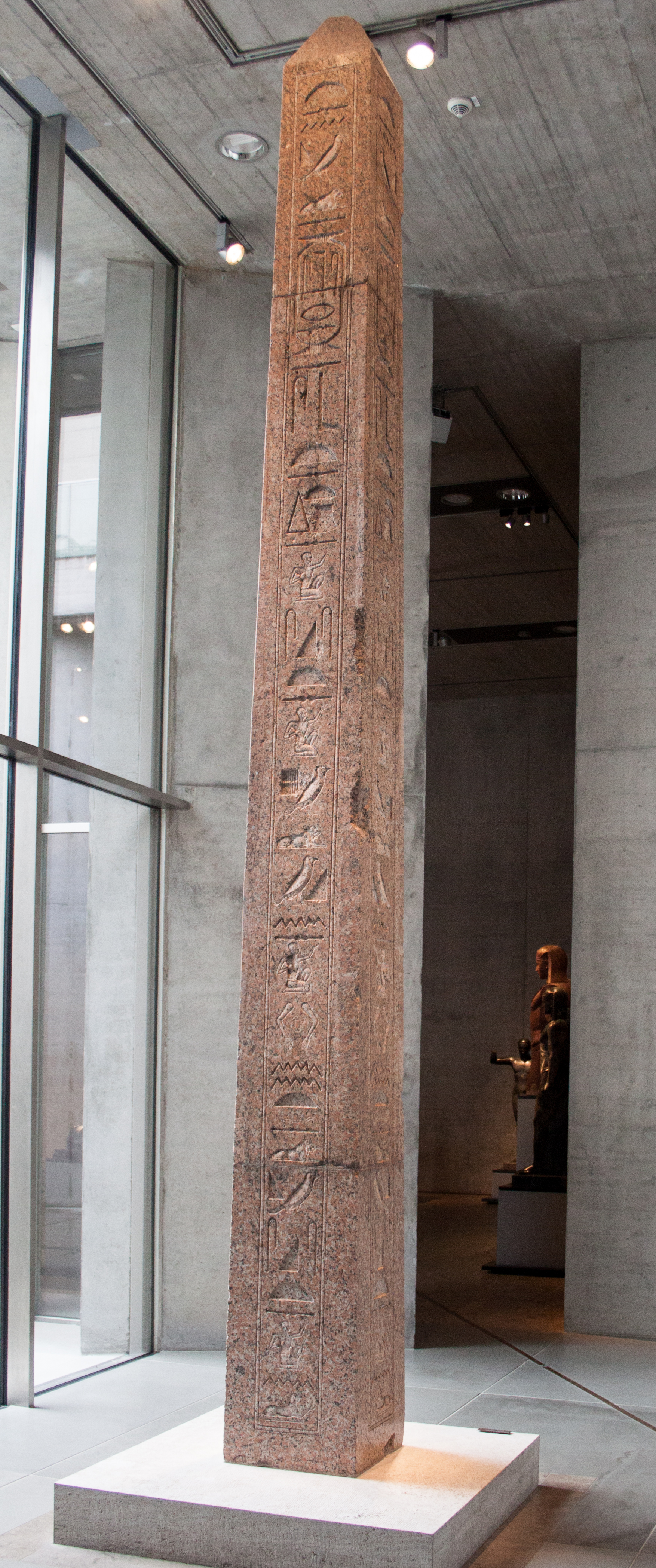
Der Münchner Obelisk

## Dokumentationen
- Pharaonen für München – Ägyptisches Museum zur Eröffnung. TV-Dokumentation, Deutschland 2013, Buch und Regie: Henning Weber, Produktion: Bayerischer Rundfunk, Reihe: Lido, Erstsendung: 13. Juni 2013 beim Bayerischen Fernsehen.